# 해밀턴무덤박쥐
해밀턴무덤박쥐(Taphozous hamiltoni)는 대꼬리박쥐과에 속하는 박쥐의 일종이다. 차드와 케냐, 소말리아, 남수단, 탄자니아 그리고 우간다에서 발견된다. 자연 서식지는 건조 사바나 지역과 습윤 사바나 지역이다. 서식지 감소로 멸종 위협을 받고 있다.